# Gesnes
Gesnes település Franciaországban, Mayenne megyében. Lakosainak száma 238 fő (2022. január 1.). Gesnes La Bazouge-des-Alleux, Châlons-du-Maine és Montsûrs községekkel határos.

## Népesség
A település népességének változása:
| Lakosok száma | 208  | 193  | 170  | 208  | 234  | 230  | 228  | 230  | 230  | 238  |
|               | 1968 | 1982 | 1990 | 2006 | 2013 | 2015 | 2017 | 2019 | 2020 | 2022 |